# 列夫·加米涅夫
列夫·鲍里索维奇·加米涅夫（羅馬化：Lev Borisovich Kamenev；1883年7月6日—1936年8月25日），苏联著名政治家、革命家，苏联共产党早期重要领导人。
加米涅夫在布尔什维克建党时期非常活跃，是列宁的助手之一。十月革命之后，被选举为全俄罗斯苏维埃代表大会全俄中央执行委员会主席，成为苏共重要领导人，但同年因为是否联合孟什维克和社会革命党人加入新政府的问题与列宁发生矛盾，遭到列宁批判。但他后来在《布列斯特-立陶夫斯克条约》签订问题上支持列宁的观点。1923年起担任苏联部长会议副主席、苏联共产党中央委员会列宁研究所所长职务，对苏联的革命和建设有着重大贡献。列宁去世后，他与托洛斯基、斯大林、布哈林、季诺维也夫、李可夫一同当选苏共中央政治局委员。他与季诺维也夫一起，联合斯大林、布哈林，将托洛茨基逐出党中央。后因斯大林权力的不断膨胀，与季诺维也夫一起联合托洛茨基反对斯大林，最终在1926年被打倒并逐出党中央。
1934年基洛夫被暗杀后，斯大林对老布尔什维克发动大清洗。加米涅夫遭到逮捕，与季诺维也夫一起被指控为基洛夫暗杀案中凶手的“道德同谋”。后被指控为“托洛茨基—季诺维耶夫反党联盟”重要成员，“阴谋刺杀斯大林以及其他苏联领导人”，1936年8月，与季诺维也夫等人一起被送上莫斯科审判的审判席。同年8月25日遭到枪决。
戈尔巴乔夫上台执政后，加米涅夫于1988年得到平反。

## 早年生涯
加米涅夫原名罗森菲尔德（俄语：Ро́зенфельд），生于莫斯科。他的父亲原本是火车司机，后来成为一名铁路工程师，由于要参加1880年开工的巴库-第比利斯-巴统的跨高加索铁路的建设，在1896年把家迁到了第比利斯，加米涅夫就进入当地的语法学校就读，毕业后进入莫斯科国立大学攻读法律，在学校里受到社会民主思想的影响。1902年3月，加米涅夫因组织学生示威，被遣返回第比利斯。同年秋天，加米涅夫到法国巴黎进行短期旅行，接触到了一些流放中的俄国社会民主工党领导人，听了列宁的演讲，并和列夫·托洛茨基的妹妹，同为马克思主义者的奥尔加结婚。
1903年俄国社会民主工党第二次代表大会在伦敦召开，分裂为布尔什维克和孟什维克两派，加米涅夫支持列宁为首的布尔什维克。不久受列宁的委派，化名“加米涅夫”（意为“石头一般的”），回到第比利斯从事地下革命活动。1904年他在莫斯科组织示威，被捕五个月。不久他被选入俄国社会民主工党高加索中央委员会，也结识了同在高加索从事革命活动的约瑟夫·斯大林。两人关系不错，加米涅夫常会资助斯大林，但思想激进的斯大林有时也会和思想温和的加米涅夫发生些冲突。

## 进入领导层
在1905年俄国革命期间，加米涅夫参加组织圣彼得堡的罢工。11月列宁回到俄国，加米涅夫成为他的助手之一。1907年5月他赴伦敦出席第五次代表大会，被选入中央委员会，但回到俄国后立即被捕。1908年出狱之后他到瑞士日内瓦帮助列宁编辑布尔什维克杂志《无产者报》。1908年列宁与另一名布尔什维克的领导人波格丹诺夫决裂，在之后列宁和波格丹诺夫之间的论战中，加米涅夫和季诺维也夫成为列宁的最主要拥护者，他们两人之间也结下了深厚友谊。
1910年1月列宁和波格丹诺夫各自的支持者与孟什维克在巴黎召开中央委员会会议，希望可以达成布尔什维克和孟什维克的重新联合，弥合党内分歧。列宁本人坚决不同意联合，但当时他不在中央委员会内。加米涅夫对这一计划表示怀疑，但还是被维克托·诺金说服，试着进行了一些努力。最终会议达成了暂时协议，并且决定给予托洛茨基在维也纳创立的《真理报》以经济资助，加米涅夫则作为布尔什维克和列宁的代表加入真理报编辑部。但不久加米涅夫就和从不许别人插手自己政策的托洛茨基发生了矛盾，于8月退出了《真理报》编辑部。
在重组社会民主工党的努力失败之后，加米涅夫继续在《无产者报》的编辑部工作，并在巴黎郊区的隆瑞莫的布尔什维克学校教书，期间还写了《两个党》对孟什维克进行了批评。1912年布尔什维克成为一个单独的政党后，加米涅夫跟随列宁移居波兰克拉科夫。1914年1月加米涅夫被派往圣彼得堡，指导《真理报》的编辑工作和国家杜马中布尔什维克议员的工作。一战爆发后，加米涅夫被捕入狱，在审判中他表示自己并不赞同列宁的反战主张。1915年上半年，加米涅夫被流放到西伯利亚。

## 组织俄国革命
1917年二月革命后,加米涅夫和同样流放西伯利亚的斯大林一起回到圣彼得堡，负责起《真理报》编辑任务。从流亡地返回彼得格勒的路上,加米涅夫发了一封拥护李沃夫王公为临时政府总理的贺电。加米涅夫坚持一向的温和观点，主张积极主动的参与到临时政府的工作中去，与临时政府沟通合作，彻底的稳固二月革命形势，劝服工人回到工厂努力工作、让士兵重新拿起武器保卫俄国、与英法协约国配合继续战争，反对布尔什维克俄罗斯中央局在二月革命后不与临时政府合作的“无政府主义”立场。在给《真理报》写的评论中，加米涅夫强调了举行社会主义革命的条件还不成熟，不易过于激进，应该部分支持新成立的俄国临时政府，并且和孟什维克和解。列宁对这一评论大为不满，一回到俄国就在《真理报》上发表了《四月提纲》，反对加米涅夫的温和观点。加米涅夫则发表了《我们的分歧》和《关于列宁的提纲》反对列宁的观点，认为当前应先完成民主革命而非社会主义革命，最后才慢慢接受了列宁的观点。
七月事变发生后，列宁在躲避临时政府的追捕中，曾给加米涅夫送过一个便条，写着如果自己被捕，则请加米涅夫出版自己留在瑞典斯德哥尔摩的“蓝皮笔记”（后来被列宁扩写为《国家与革命》）。8月加米涅夫被捕，不久就被释放。9月末十月初，孟什维克和社会革命党人占多数的彼得格勒苏维埃决定成立预备议会，加米涅夫认为布尔什维克应该参加预备议会，再次与列宁产生严重的意见分歧。列宁以自己退出中央委员会而施压，终于使布尔什维克抵制了预备议会。
在十月革命即将发生的时候，加米涅夫和季诺维也夫是仅有的两位反对发动武装起义的中央委员，并且在非布尔什维克刊物，马克西姆·高尔基主编的《新生活报》上发表了声明反对武装起义的决定，并且申请退出中央委员会。这一举动激怒了列宁，他要求将这两个“工贼”开除出党，但斯维尔德洛夫和斯大林认为中央委员会无权开除党员，应由全会解决，拖延了这一要求。辞职未获批准的加米涅夫仍然认真参加了武装起义的准备和领导工作，并在起义成功之后于11月9日被选为全俄中央执行委员会主席，相当于临时的国家元首。
加米涅夫认为要扩大苏维埃政权的群众基础，就必须建立各党派的联合政府，同时以全俄铁路工会执行委员会为首也要求布尔什维克和社会革命党、孟什维克等党派组成联合政府，并把激进的列宁和托洛茨基驱逐出政府。加米涅夫和季诺维也夫认为可以和他们进行谈判。但列宁认为现在需要的不是谈判而是把军队派往莫斯科，并和托洛茨基一起说服了其他委员达成了不谈判的决议。作为回应，加米涅夫、季诺维也夫、李可夫、米柳亭、和诺金等五人从中央委员会辞职。加米涅夫也连带辞去了全俄执行委员会主席职务。11月中旬列宁对少数派提出最后通牒，要求其必须服从中央，否则就开除出党，12月加米涅夫承认了自己的错误，回到中央委员会工作。

## 建设工作

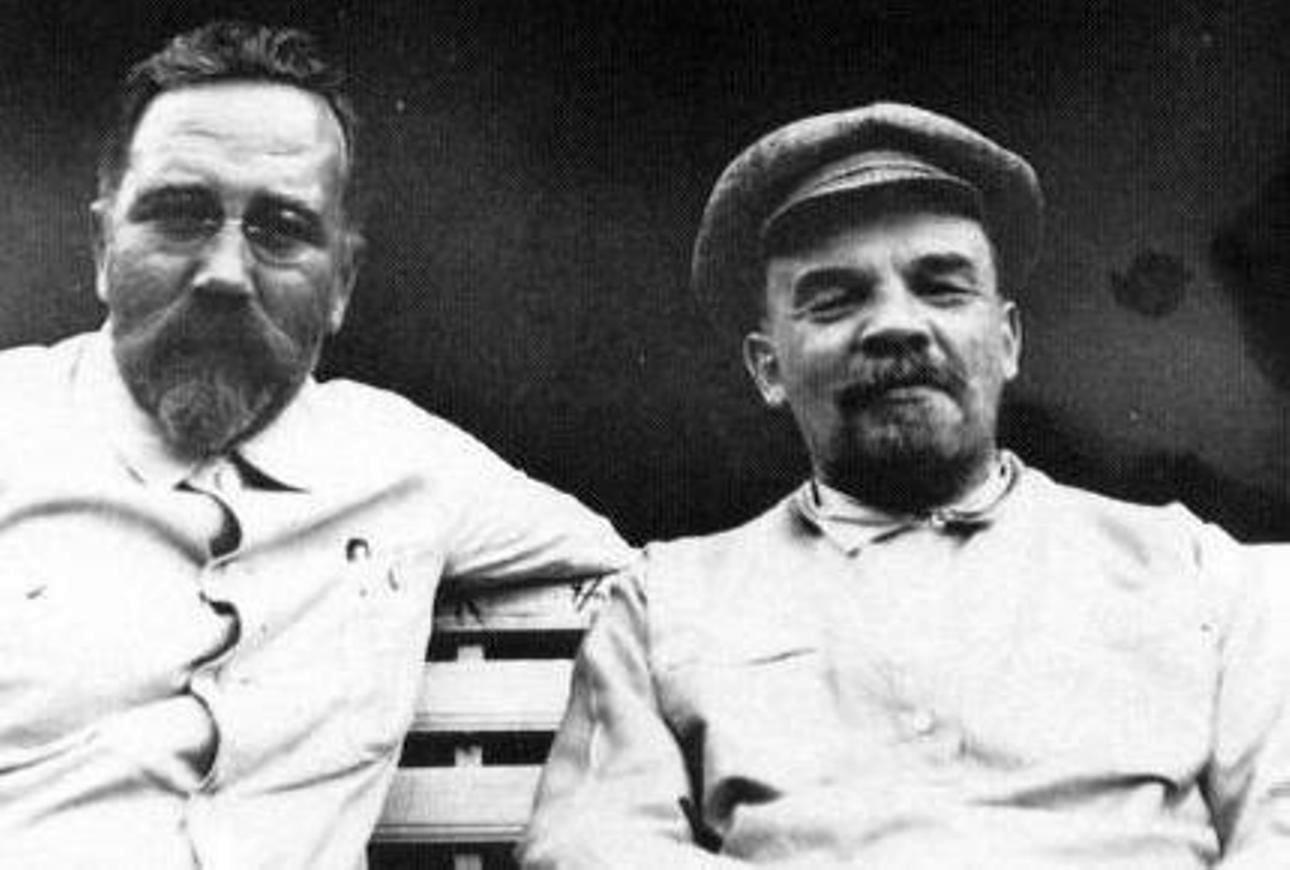
在哥尔克村的加米涅夫與列宁

离开中央委员会后，加米涅夫先是参与了《布列斯特和约》的谈判工作。1918年1月被派往英法，寻求他们对新政权的支持，但因苏俄与德国签订了《布列斯特条约》单方面媾和在两国都遭到了驱逐，在返程途中遭芬兰方面逮捕并被关押至1918年8月。回到莫斯科后，加米涅夫担任了莫斯科苏维埃主席。1919年3月在俄共（布）第八次代表大会决定设立政治局这一最高领导机构，以便在中央委员会休会期间行使权力，加米涅夫和列宁、托洛茨基、斯大林、捷尔任斯基当选为政治局委员，这一段时间的加米涅夫一方面要指导莫斯科苏维埃的事务，一方面也要参加政治局的事务，被列宁称为“拉着两辆车的一匹非常能干的负重耐劳的马”。1919-1922年这段时间，加米涅夫是和列宁见面最多的人之一，除了工作需要，他还负责编辑出版列宁的著作，而他具有的那种其他布尔什维克领袖身上少有的温和稳健风格也影响着列宁的思想。
1922年在联共（布）第十二次代表大会上，斯大林当选为俄共（布）总书记，和季诺维也夫、加米涅夫形成了“三驾马车”联盟。三个人中季诺维也夫有政治野心，斯大林则更多的被认为是一个强有力的执行者而并非有野心的政治领导人，加米涅夫则被认为是一个富有学识和智慧的调解者，但缺乏政治野心和手段。卢那察尔斯基曾说：“因为他高尚的品质、加米涅夫被认为是个高贵的人，但比起列宁、托洛茨基、斯维尔德洛夫及其他人，他有着过多的智慧，遇到多方面影响时，容易动摇。”不久，斯大林在格鲁吉亚事件处理上的纵容和粗暴作风让列宁十分不满，他希望托洛茨基代表自己在即将开幕的俄共（布）第十二次代表大会上抨击斯大林的错误，但在加米涅夫的调解和斯大林的妥协下，托洛茨基只是温和的让斯大林改正错误。1923年7月苏联设立苏联人民委员会和劳动国防委员会，加米涅夫均当选副主席，和瞿鲁巴、李可夫一起协助重病中的列宁处理苏联的日常政务工作。在列宁因病缺席会议时，加米涅夫会代为主持人民委员会议和政治局会议。

## 高层政治斗争
1924年1月列宁去世后，“三驾马车”和托洛茨基的分歧开始显现，在当年5月举行的俄共（布）第十三次代表大会上，宣读了列宁遗嘱，即列宁在1922年底和1923年1月写的《给代表大会的信》。在信中，列宁对于斯大林是否可以谨慎使用他的权力表示怀疑，并因为其粗暴的工作作风，建议把他调离总书记的岗位。加米涅夫再次发挥了他的调和能力，主导通过了不把遗嘱公开的决议。10月托洛茨基发表了《十月的教训》一文，重提季诺维也夫和加米涅夫在十月革命之前的表现，而并没有把矛头指向斯大林。这使得自己更成为“三驾马车”的对手，加米涅夫和季诺维也夫抓住托洛茨基历史上曾经多次和列宁发生意见分歧进行了反击。1925年1月托洛茨基被迫辞去军事人民委员的职务，离开了领导层。
托洛茨基离开了政治中心后，季诺维也夫-加米涅夫-斯大林的联盟也产生了分裂。斯大林和理论家布哈林、部长会议主席李可夫结成了联盟。而加米涅夫、季诺维也夫则和列宁遗孀克鲁普斯卡娅、索柯里尼科夫等人结成被称为“新反对派”的联盟。1925年9月的中央委员会会议上两派的分歧开始公开化，季诺维也夫批评新经济政策和“一国可以建成社会主义”的论断。到了1925年12月的苏联共产党十四大上，加米涅夫作了一次公开演讲，强调党内民主的重要性，不能把书记处凌驾于政治机构之上，要求斯大林离开党的总书记职位，但演讲被代表的怒吼声打断，会后加米涅夫被清除出政治局，仅当选政治局候补委员。
意识到斯大林已经成为主要政治对手后，加米涅夫和季诺维也夫从1926年6月起正式与之前的对手托洛茨基联合，反对斯大林，被称为“联合反对派”。10月联合反对派发现形势不利，就发表《六人声明》暂时退却，之后在年底的苏联共产党十五大上发起对斯大林政策的攻击，最终彻底失败。联合反对派失败之后，加米涅夫只担任一般工作，如担任贸易人民委员，驻意大利大使（1926-1927）等，从意大利回来之后，加米涅夫发现自己已经被开除出党。
1925年在加米涅夫被开除出领导层前最后几次公开活动中，他读了小说家米哈伊尔·布尔加科夫的小说《狗心》并谴责该书是“对当今时代的刻薄讽刺，出版该书绝无可能。”《狗心》一书直到1987年才得以在苏联出版。

## 因基洛夫遇刺案受审被处决
1928年斯大林开始推行激进的工业化措施，并主张通过“非常措施”来解决当时的粮食危机。这使得斯大林原来的盟友布哈林和李可夫开始感到斯大林的政策缺陷和政治威胁，他们在中央全会上发生了激烈的争论。全会结束后，失败的布哈林找到加米涅夫进行了一次秘密会谈，他承认了加米涅夫1925年的主张削弱斯大林权力演讲是对的，希望可以联合加米涅夫反对斯大林。很快斯大林就从情报部门得知了两人这次谈话的内容，但并没有立即追查，而是把它用于其后的对加米涅夫和布哈林的审判。
1928年之后加米涅夫只在经济委员会的下属部门作些工作。1932年加米涅夫被柳廷事件牵连，再次被开除出党，流放到米努辛斯克。第二年获释回莫斯科，分配给他的工作是学术出版社的社长，后来又兼任世界文学研究所的所长。他和老友高尔基联系，希望能够组织出版一套世界文学名著。正在他打算平静的从事出版事业时，1934年12月1日列宁格勒州党委书记谢尔盖·基洛夫遇刺身亡，按照斯大林“到季诺维也夫分子里寻找凶手吧”的指示，加米涅夫和季诺维也夫又一次被捕，他们被指控组织一个“莫斯科中心”阴谋集团，策划了对基洛夫的刺杀。与此同时，苏共中央开始发动舆论，称存在着“托洛茨基-季诺维也夫中心”将加米涅夫和季诺维也夫的支持者和托洛茨基的支持者相提并论，而他领导的科学出版社也因出版了陀思妥耶夫斯基的《群魔》而被批判为攻击俄国革命，高尔基为此向斯大林据理力争，斯大林回答说：“加米涅夫和季诺维也夫，您还不了解这两个两面派”。
1935年1月加米涅夫因基洛夫案件被判处五年徒刑。同年因克里姆林宫密谋事件牵扯到了加米涅夫的弟弟和外甥，加米涅夫再次受到牵连。1936年起，在监狱里的加米涅夫再次受到审问，要求他承认仍在组织杀害苏联领导人的活动。在经历了极大的肉体和精神折磨后，季诺维也夫和加米涅夫抱着极大的怀疑接受了斯大林的条件，即只要他们同意出席公开审判并认罪，就不枪毙他们，不株连亲人。1936年8月19日第一次莫斯科审判开始，加米涅夫的罪名是和其他被告一起组织暴力组织，杀害基洛夫，并企图杀害斯大林和其他苏联领导人。加米涅夫在法庭上认罪，但在审判长维辛斯基作结论说他是在大量罪证面前承认犯罪时，他声明道承认有罪并非因为存在罪证，而是因为他是一个被捕的人并且被指控犯了这些罪，才承认了罪行。1936年8月25日加米涅夫被枪决。加米涅夫的前妻、大儿子和小儿子后来都被枪决。
1988年6月13日苏联最高法院正式宣布，为莫斯科第一第二次审判中受害的季诺维也夫、加米涅夫、拉狄克等人恢复名誉，宣布他们无罪。